# John Rabe
John Heinrich Detlev Rabe (Amburgo, 23 novembre 1882 – Berlino, 5 gennaio 1950) è stato un imprenditore tedesco, conosciuto per i suoi meriti umanitari durante il Massacro di Nanchino nel 1937-38. John Rabe ideò l'istituzione dell'area di protezione di Nanchino per offrire alla popolazione cinese rifugio contro i militari giapponesi, salvando così oltre 250.000 persone.

## Biografia

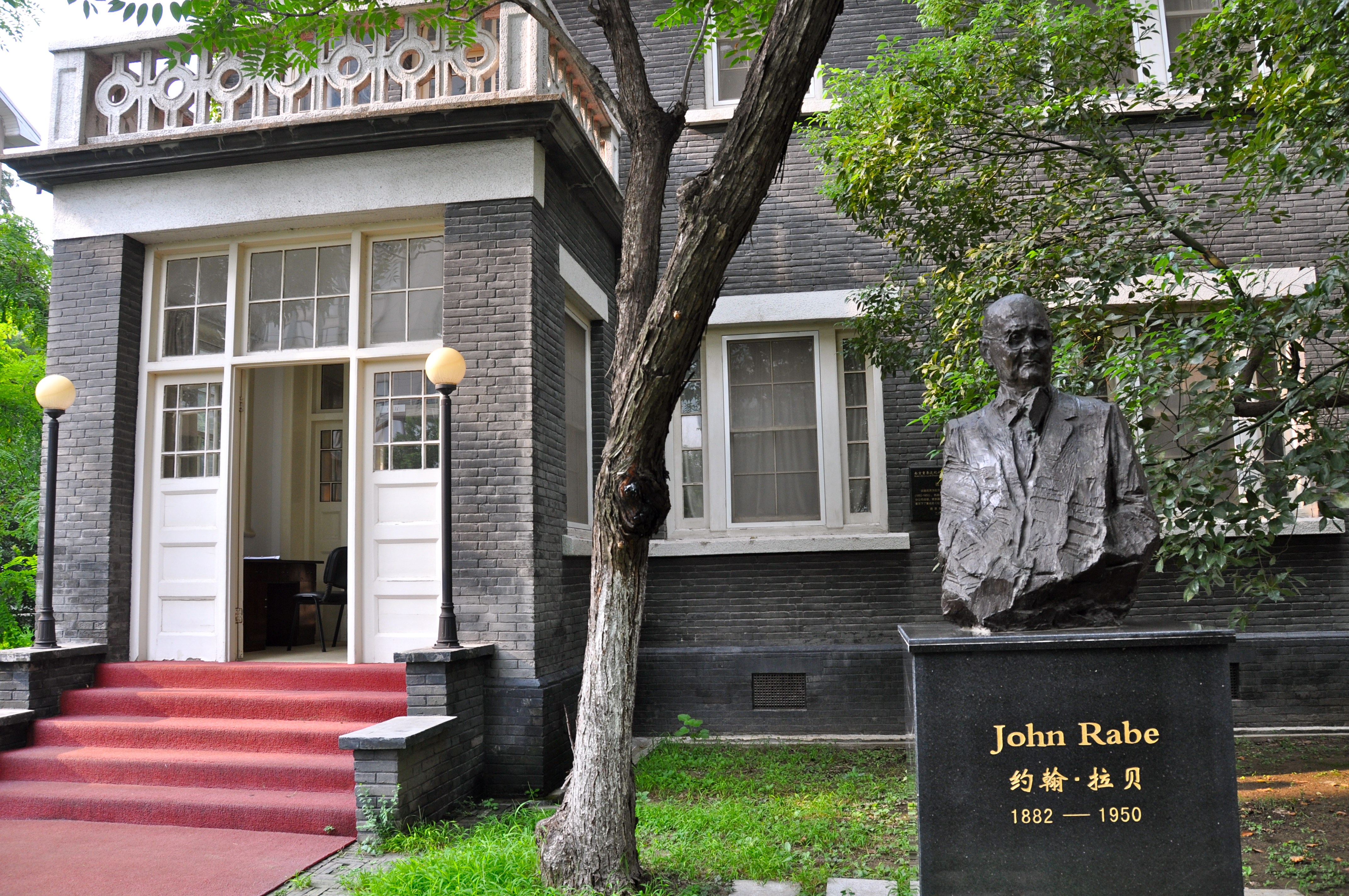
La residenza originale di John Rabe a Nanchino, situata nell'area di protezione durante il massacro di Nanchino.

Rabe nacque nel 1882 ad Amburgo. Nel 1908, dopo aver ricevuto un'educazione nel ramo mercantile e aver vissuto alcuni anni in Africa, andò in Cina dove lavorò dal 1911 al 1938 per Siemens China Co, una società controllata dal complesso industriale Siemens AG. Dal 1931 Rabe fu rappresentante della sua azienda a Nanchino.
Il 22 novembre 1937, quando l'esercito giapponese avanzò verso Nanchino, Rabe e altri stranieri costituirono il Comitato internazionale per la zona di sicurezza di Nanchino e impostarono l'area di protezione di Nanchino per offrire ai fuggitivi cinesi alimenti e rifugio contro i militari giapponesi. John Rabe fu eletto presidente del comitato internazionale, perché si sperò che lui, essendo tedesco e soprattutto membro del Partito Nazista, potesse influenzare i militari giapponesi. Non ebbe però molto successo. 250.000 persone poterono alloggiare solo brevemente entro un'area sicura di 4 km². Le aree si trovarono in tutte le ambasciate estere e nell'Università. Rabe personalmente alloggiò più di 600 persone nel suo terreno.
Il 12 dicembre 1937, pochi mesi dopo lo scoppio della seconda guerra sino-giapponese, la città fu occupata da divisioni giapponesi, che in seguito provocarono il massacro di Nanchino. Per più di otto settimane esecuzioni di massa furono eseguite e circa 20.000 donne furono violentate durante stupri sistematici. Le stime parlano di un numero compreso tra le 200.000 e le 350.000 vittime.
Dopo aver abbandonato Nanchino nel febbraio del 1938 per ordine di Siemens China Co, John Rabe richiama l'attenzione sui crimini di guerra dei giapponesi attraverso conferenze a Berlino. Quando scrisse un rapporto ad Adolf Hitler, chiedendo a lui di influire sui giapponesi a cessare le atrocità, fu arrestato temporaneamente dalla Gestapo; le sue fotografie e riprese cinematografiche del massacro di Nanchino furono distrutte.
Dopo la guerra fu denunciato a causa della sua appartenenza al Partito Nazista. La sua richiesta di denazificazione fu inizialmente rifiutata; dopo un ricorso in appello nel giugno 1946 venne denazificato ("entnazifiziert") formalmente dagli Alleati grazie ai suoi meriti umanitari durante il massacro di Nanchino. Impoverito, Rabe morì nel 1950 a Berlino a causa di un'apoplessia.

### Eredità storica e culturale

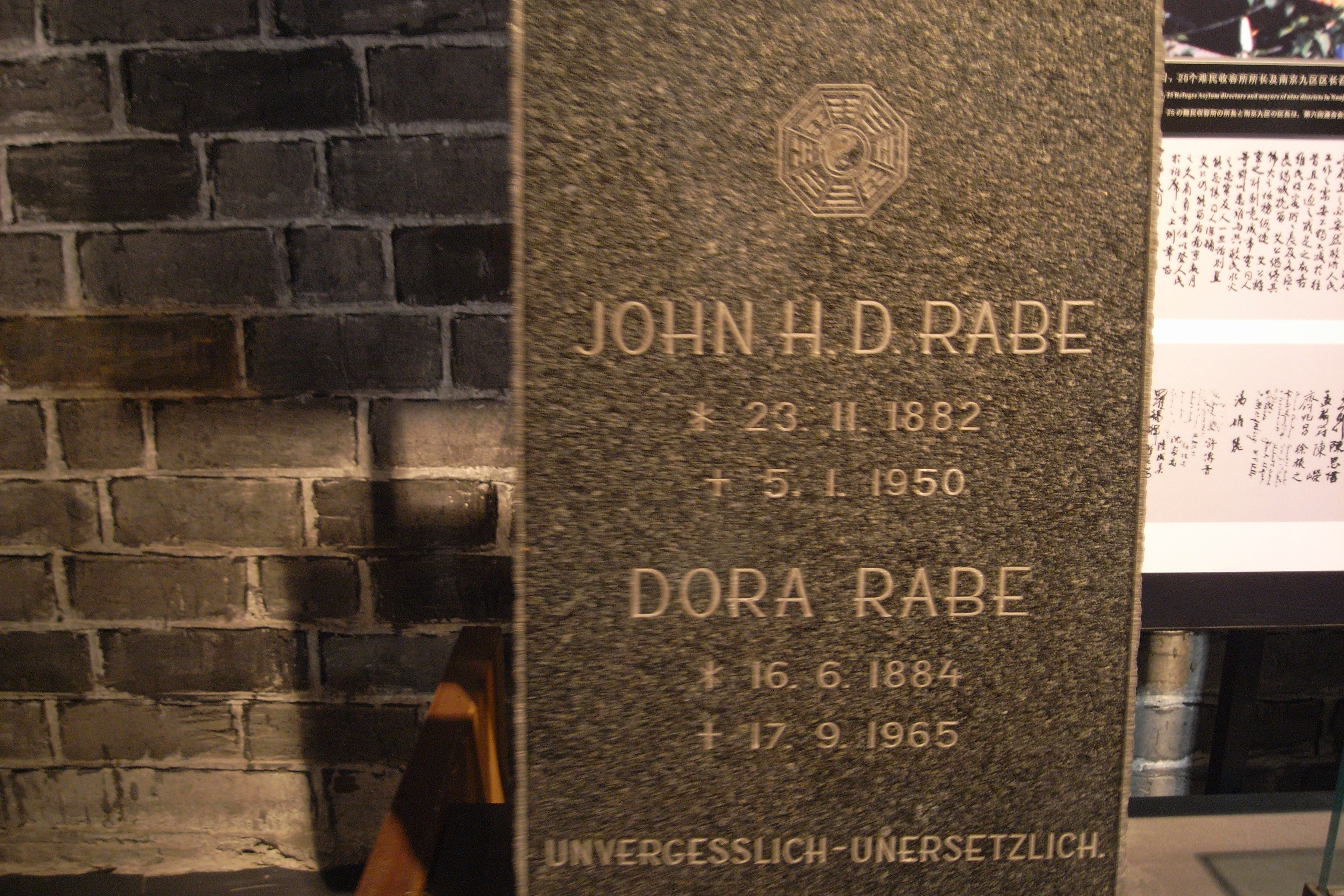
La lapide di John H. D. Rabe a Nanchino.

Nel dicembre 1996 il suo diario esteso sul Massacro di Nanchino fu pubblicato e venne considerato come fonte testuale importante. Fu pubblicato in Germania, Cina, Giappone e Stati Uniti d'America. Nel 1997 la sua lapide fu trasportata dai cinesi in un luogo commemorativo del Massacro di Nanchino. Durante un viaggio del Presidente della Germania Johannes Rau in Cina, la statua di John Rabe ricevette ufficialmente l'omaggio anche dallo stato tedesco. Il 13 agosto 2005 un busto commemorativo di Rabe è stato esposto nel John Rabe Communication Centre a Heidelberg.
Nel 2005 la residenza di John Rabe a Nanchino fu restaurata grazie a una convenzione tra l'Università di Nanchino e il consolato tedesco a Shanghai. La parte tedesca accordò 2,25 milioni di yuan all'Università di Nanchino per il restauro della residenza, per la costruzione di una sala commemorativa di John Rabe e dell'area di protezione di Nanchino nonché per erigere il "centro John Rabe della pace". Il Servizio austriaco all'estero è stato invitato a mandare un servitore della pace. Nell'autunno 2007 sono cominciate le riprese per un film commemorativo sulla vita di John Rabe a Nanchino, per la regia di Florian Gallenberger e con Ulrich Tukur nel ruolo principale. Il film, intitolato John Rabe ed uscito in Germania nell'aprile 2009, è stato presentato alla Berlinale 2009.

## Film riguardanti John Rabe
- John Rabe (2009), diretto da Florian Gallenberger
- City of Life and Death (2009), diretto da Lu Chuan